# Janet Saltzman Chafetz
Janet Saltzman Chafetz (geboren 1942; gestorben am 6. Juli 2006) war eine amerikanische Professorin für Soziologie.

## Leben
Janet Saltzman Chafetz studierte zunächst an der Cornell University und schloss an dieser ihr Studium mit einem Bachelor in Geschichte ab, um dann ihr Studium an der University of Connecticut fortzusetzen. Dort wechselte sie das Fach und erlangte einen Abschluss in Soziologie, worin sie 1969 an der University of Texas at Austin promoviert wurde.
Ab 1972 war sie Mitglied der University of Houston, davon auch 12 Jahre lang Leiterin der Abteilung für Soziologie. Im Juli 2006 starb sie im Alter von 64 Jahren an den Folgen von Krebs.

## Werk
Janet Saltzman Chafetz setzte sich innerhalb der Soziologie für eine feministische Sichtweise auf den Untersuchungsgegenstand ein, der ihrer Meinung nach wichtige weitere Erkenntnisse zutage fördern würde, also nicht als ein weiteres Untersuchungsfeld zu betrachten wäre, sondern als zusätzliche Methode neben den schon vorhandenen zum Beispiel neo-marxistischen oder netzwerktheoretischen Ansätzen oder den Fragen nach der sozialen Rolle.

## Publikationen (Auswahl)
- als Hrsg.: Handbook of the Sociology of Gender (Handbooks of Sociology and Social Research), 2006.
- Feminist Sociology: An Overview of Contemporary Theories, 1988.
- Sex and Advantage: A Comparative Macro-structural Theory of Sex Stratification, 1984.
- A primer on the construction and testing of theories in sociology, 1978.